# Gare de Sarreguemines
La gare de Sarreguemines est une gare ferroviaire française des lignes de Mommenheim à Sarreguemines et de Sarreguemines vers Sarrebruck. Elle est située place de la Gare, sur le territoire de la commune de Sarreguemines, dans le département de la Moselle, en région Grand Est.
Une gare provisoire est inaugurée en 1865, mais la mise en service officielle est effectuée le 1er mai 1866 par la Compagnie des chemins de fer de l'Est.
C'est une gare de la Société nationale des chemins de fer français (SNCF), desservie par des trains express régionaux (TER). Gare frontalière, elle est également desservie par le tram-train allemand Saarbahn.

## Situation ferroviaire

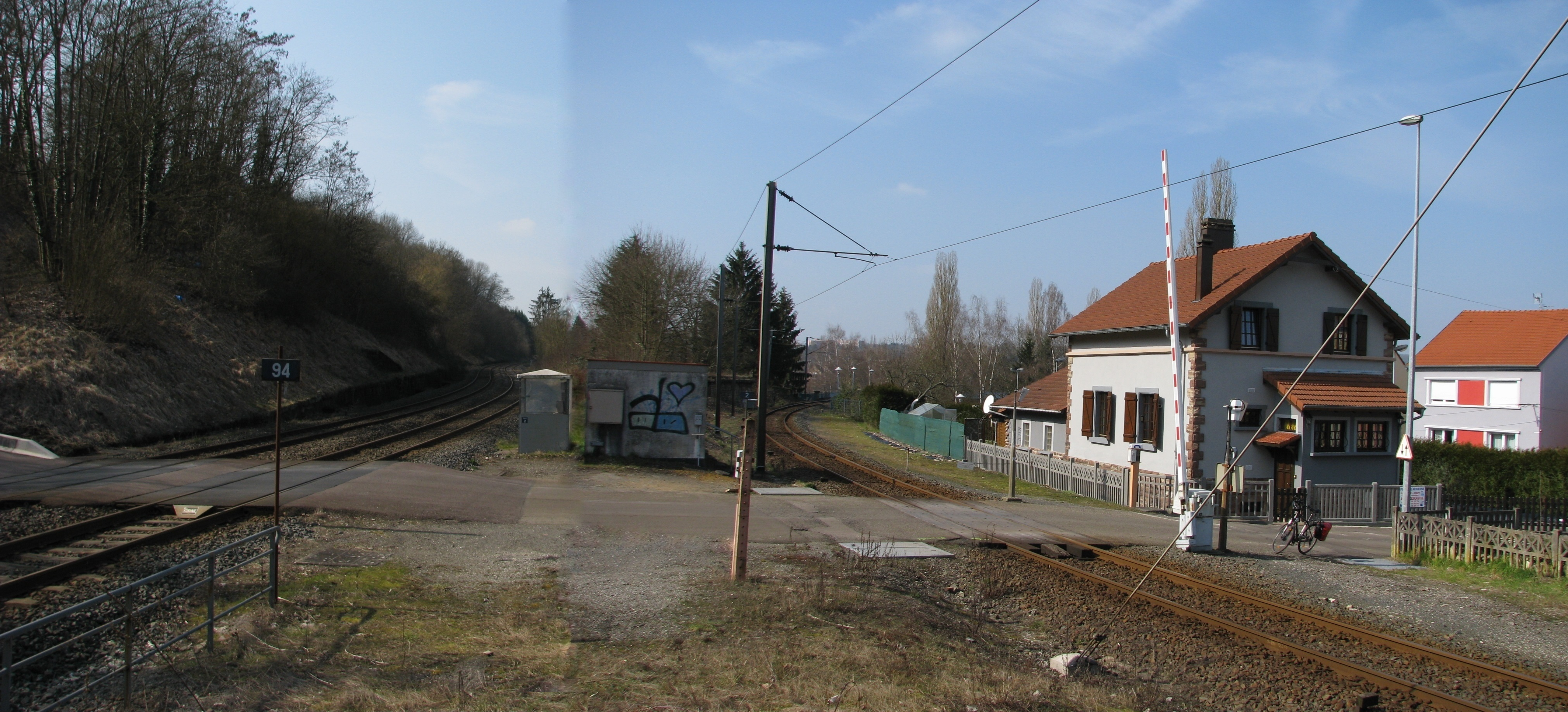
Bifurcation au nord de la gare, près du passage à niveau de la rue du Himmelsberg : à gauche vers Hargarten - Falck, à droite vers Sarrebruck.

Établie à 202 mètres d'altitude, la gare de Sarreguemines est située au point kilométrique (PK) 84,025 de la ligne de Haguenau à Hargarten - Falck (inexploitée entre Sarreguemines et Niederbronn-les-Bains, section où se trouve la gare de Bitche). Nœud ferroviaire, elle est l'origine de la ligne de Sarreguemines vers Sarrebruck (qui permet le lien avec le réseau ferré allemand, avec la ligne de Sarrebruck à Sarreguemines), et l'aboutissement, au PK 74,486, de la ligne de Mommenheim à Sarreguemines (permettant des liaisons avec Strasbourg), après la gare ouverte de Kalhausen (s'intercalent, depuis cette dernière, celles fermées de Wittring, de Zetting, de Sarreinsming et de Rémelfing).
Elle constituait aussi l'aboutissement, au PK 42,515, de la ligne de Berthelming à Sarreguemines (qui permettait notamment des liaisons avec Sarrebourg), et l'origine de la ligne de Sarreguemines à Bliesbruck. La première est aujourd'hui déclassée entre Hambach et Sarreguemines, tandis la seconde est neutralisée.
Sarreguemines est la seule gare française électrifiée uniquement selon une tension étrangère (courant alternatif 15 kV – 16,7 Hz de la Deutsche Bahn), et non reliée par caténaires au reste du réseau ferré national. Cette situation est la conséquence de sa desserte par le Saarbahn. De ce fait, des trains de service allemands peuvent stationner sur les voies concernées ; des voitures jaunes, également allemandes (Messwagen), vérifient ces mêmes installations[réf. nécessaire].

## Histoire
Souhaitée par les industriels locaux, l'arrivée du chemin de fer à Sarreguemines se précise le 14 juin 1861, avec la déclaration d'utilité publique d'une ligne de Thionville à Niederbronn, passant par Sarreguemines. Le 1er mai 1863, la ligne est concédée, par une convention, à la Compagnie des chemins de fer de l'Est qui ouvre rapidement ses premiers chantiers sur la section de Sarreguemines à Béning. Un peu plus de deux années plus tard, le 15 novembre 1865, le chantier de ce tronçon, rejoignant la gare de Béning, est achevé. C'est le 2 décembre 1865, devant « une foule immense » attendant l'arrivée du train inaugural en provenance de Béning, qu'a lieu l'inauguration de la gare de Sarreguemines, qui ne dispose alors que d'un bâtiment provisoire en bois. L'exploitation ne débute qu'avec la mise en service de la section entre les nouvelles gares de Béning et de Carling, le 1er mai 1866.
La ligne de Sarreguemines à Niederbronn est ouverte le 8 décembre 1869, suivie par la ligne de Sarreguemines à Sarrebruck le 1er juin 1870. La ligne de Sarreguemines à Berthelming (et Sarrebourg) est ouverte le 1er novembre 1872. L'actuel bâtiment voyageurs est construit entre 1872 et 1874, par la Direction générale impériale des chemins de fer d'Alsace-Lorraine (EL). La ligne reliant Hombourg à Sarreguemines, aussi nommée « Bliestalbahn » en Allemagne, est ouverte en 1875. La ligne de Sarreguemines à Deux-Ponts est ouverte le 1er mars 1879. Deux lignes sont ouvertes le 1er mars 1895 : la ligne de Sarreguemines à Kalhausen et celle de Kalhausen à Sarralbe et à Mommenheim.
Le 19 juin 1919, la gare entre dans le réseau de l'Administration des chemins de fer d'Alsace et de Lorraine (AL), à la suite de la victoire française lors de la Première Guerre mondiale. Puis, le 1er janvier 1938, cette administration d'État forme avec les autres grandes compagnies la SNCF, qui devient concessionnaire des installations ferroviaires de Sarreguemines. Cependant, après l'annexion allemande de l'Alsace-Lorraine, c'est la Deutsche Reichsbahn qui gère la gare pendant la Seconde Guerre mondiale, du 1er juillet 1940 jusqu'à la Libération (en 1944 – 1945).
Sarreguemines comportait également un important dépôt de locomotives. Dans les années 1950, les effectifs de ce dépôt étaient de 85 engins dont des 230 D, des 230 F, des 150 X et des 141 TB. La double voie entre Sarreguemines et Bliesbruck, et entre Sarralbe et Hambach est déposée dans les années 1950. Dans les années 1960, la ligne Hombourg – Sarreguemines est en déclin économique, ne transportant plus que des convois de marchandises ; elle fermera en 1980. Le 4 juillet 1971, la ligne entre Sarreguemines et Sarralbe via Hambach est fermée. Le 31 mars 1974, la 141 R 73 du dépôt de Sarreguemines est la dernière locomotive à vapeur de la SNCF qui effectue un service commercial.
Les voies de la gare de Sarreguemines et de la ligne vers Hanweiler (ligne de Sarrebruck) sont électrifiées le 22 avril 1983. En 1991, avec l'objectif de diminuer l'engorgement et de limiter la pollution, le land de Sarre met à l'étude l'intégration de la courte ligne française entre Sarreguemines et la frontière dans son réseau de la Saarbahn, avec une desserte par tramway. L'inauguration du tram-train transfrontalier a lieu le 24 octobre 1997 ; la rame 1006 prend le départ de la gare de Sarreguemines et rejoint, à 16 h 46, la gare centrale de Sarrebruck où sont organisées des festivités, marquées par le slogan « S'geht los ! ». Le lendemain, a lieu la mise en service du tram-train en remplacement des navettes qui circulaient déjà de manière provisoire.
Depuis le 1er mars 2000, la liaison ferroviaire en direction de Sarrebourg est limitée au tronçon de Sarreguemines à Sarre-Union. Depuis le 18 décembre 2011, la liaison Sarreguemines – Bitche a une substitution routière à la suite d'un affaissement de terrain, puis, de ce fait, à des performances ne répondant plus aux attentes du conseil régional de Lorraine. Cependant, une association souhaite faire circuler un train touristique entre Sarreguemines et Bitche. En 2017, la liaison Sarreguemines – Sarralbe – Sarre-Union a représenté 50 993 voyages, soit une baisse de 41 % par rapport à 2016. Le manque d'entretien de la voie et l'absence de financement pour des travaux de régénération nécessitent la mise en place, depuis le 22 décembre 2018, d'abaissements de la vitesse limite, à 20 km/h entre Sarre-Union et Sarralbe et à 40 km/h entre Sarralbe et Kalhausen. L'augmentation des temps de parcours ainsi causée a entraîné la décision de reporter du trafic voyageurs concerné sur route, appliquée à la même date,.

## Fréquentation
De 2015 à 2024, selon les estimations de la SNCF, la fréquentation annuelle de la gare s'élève aux nombres indiqués dans le tableau ci-dessous.
| Année                      | 2015    | 2016    | 2017    | 2018    | 2019    | 2020    | 2021    | 2022    | 2023    | 2024    |
| -------------------------- | ------- | ------- | ------- | ------- | ------- | ------- | ------- | ------- | ------- | ------- |
| Voyageurs                  | 425 128 | 412 311 | 418 901 | 386 649 | 383 857 | 321 471 | 377 766 | 457 024 | 428 391 | 381 439 |
| Voyageurs et non voyageurs | 531 410 | 515 389 | 523 627 | 483 312 | 479 822 | 401 838 | 472 208 | 571 280 | 535 489 | 476 799 |

## Service des voyageurs

### Accueil
Gare de la SNCF, elle dispose d'un bâtiment voyageurs, avec guichets, ouvert tous les jours. Elle est équipée d'automates pour l'achat de titres de transport (SNCF et tram-train).

### Desserte
Sarreguemines est desservie par des trains du réseau TER Grand Est, qui effectuent des missions sur les lignes Metz-Ville – Béning – Sarreguemines et (Krimmeri-Meinau –) Strasbourg-Ville – Sarreguemines / Sarrebruck.
Elle est également desservie par le tram-train allemand Saarbahn (ligne S1) : Sarreguemines – Kleinblittersdorf – Sarrebruck – Riegelsberg – Heusweiler – Lebach.

Installations et dessertes
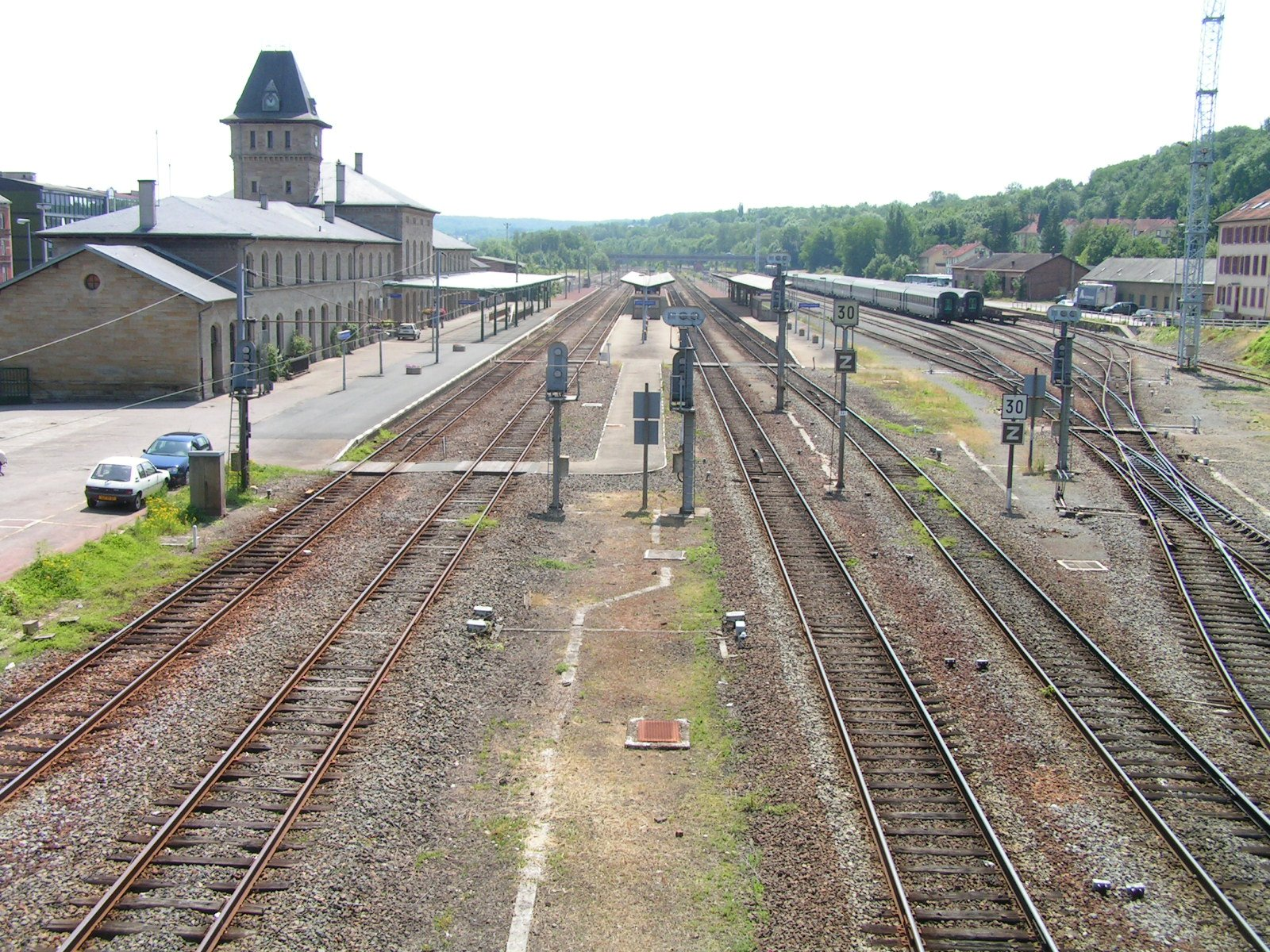
Vue d'ensemble, en 2006.
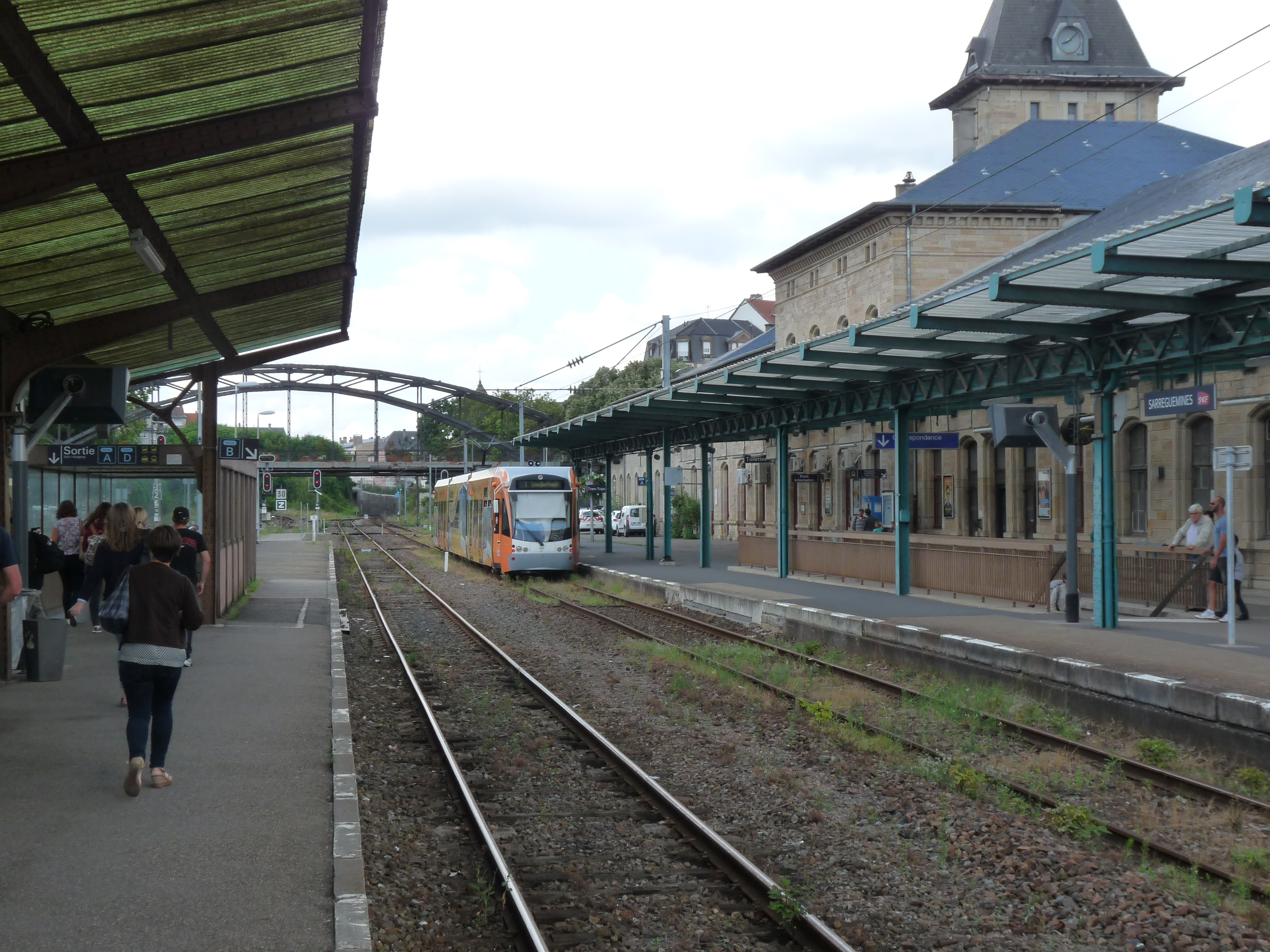
Tram-train Saarbahn.
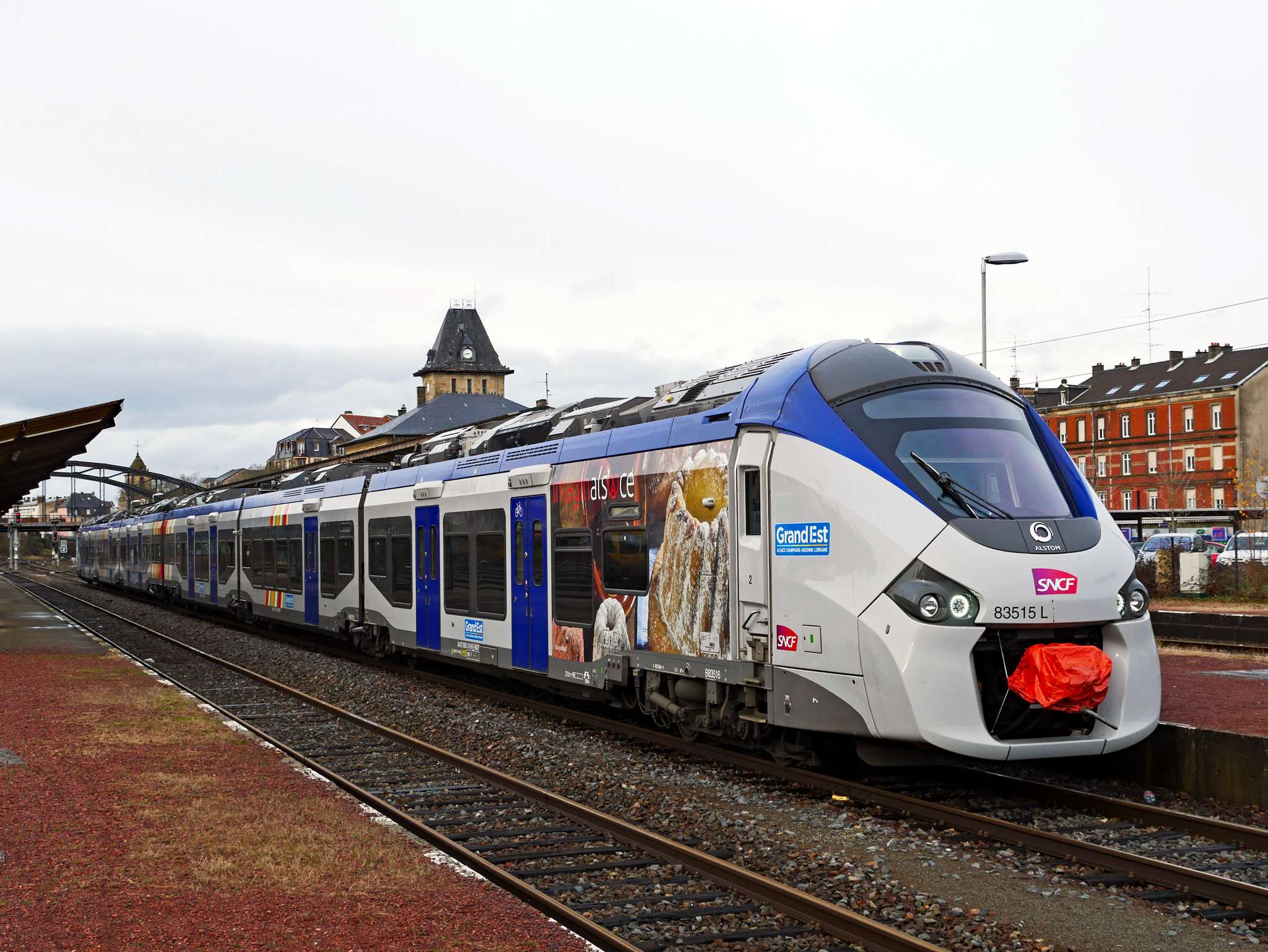
TER (rame Régiolis en livrée alsacienne).

### Intermodalité
Un pôle multimodal est aménagé aux abords de la gare. Il comporte un parking, un parc à vélos, une gare routière et une station de taxis.
La gare est également desservie par les autocars TER des relations Sarreguemines – Sarre-Union – Sarrebourg et Sarreguemines – Bitche.

## Service du fret
Le document de référence du réseau ferré national (DRR) de 2019 indique que la cour marchandises de Sarreguemines est « accessible après diagnostic et remise en état éventuelle ». La version 2017 de ce document précise que la gare dessert une installation terminale embranchée.
La gare est désignée site stratégique du service militaire des chemins de fer.